# San Jon
San Jon es una villa ubicada en el condado de Quay en el estado estadounidense de Nuevo México. En el Censo de 2010 tenía una población de 216 habitantes y una densidad poblacional de 32,43 personas por km².

## Geografía
San Jon se encuentra ubicada en las coordenadas 35°6′51″N 103°20′7″O / 35.11417, -103.33528. Según la Oficina del Censo de los Estados Unidos, San Jon tiene una superficie total de 6.66 km², de la cual 6.66 km² corresponden a tierra firme y (0%) 0 km² es agua.

## Demografía
Según el censo de 2010, había 216 personas residiendo en San Jon. La densidad de población era de 32,43 hab./km². De los 216 habitantes, San Jon estaba compuesto por el 83.8% blancos, el 0.46% eran afroamericanos, el 4.63% eran amerindios, el 2.78% eran asiáticos, el 0% eran isleños del Pacífico, el 3.24% eran de otras razas y el 5.09% pertenecían a dos o más razas. Del total de la población el 31.02% eran hispanos o latinos de cualquier raza.